# 5. Kanadisches Kabinett
Das 5. Kanadische Kabinett (engl. 5th Canadian Ministry, franz. 5e conseil des ministres du Canada) regierte Kanada vom 5. Dezember 1892 bis zum 12. Dezember 1894. Dieses von Premierminister John Thompson angeführte Kabinett bestand aus Mitgliedern der Konservativen Partei.

## Minister
| Amt                                                                  | Name                        | Zeitraum                                                                  |
| -------------------------------------------------------------------- | --------------------------- | ------------------------------------------------------------------------- |
| Premierminister                                                      | John Thompson               | 5. Dezember 1892 – 12. Dezember 1894                                      |
| Innenminister und General-Superintendent für Indianerangelegenheiten | Thomas Mayne Daly           | 5. Dezember 1892 – 12. Dezember 1894                                      |
| Justizminister und Attorney General                                  | John Thompson               | 5. Dezember 1892 – 12. Dezember 1894                                      |
| Miliz- und Verteidigungsminister                                     | James Colebrooke Patterson  | 5. Dezember 1892 – 12. Dezember 1894                                      |
| Finanzminister und Schatzmeister                                     | George Eulas Foster         | 5. Dezember 1892 – 12. Dezember 1894                                      |
| Seefahrt- und Fischereiminister                                      | Charles Hibbert Tupper      | 5. Dezember 1892 – 12. Dezember 1894                                      |
| Minister für Eisenbahnen und Kanäle                                  | John Graham Haggart         | 5. Dezember 1892 – 12. Dezember 1894                                      |
| Landwirtschaftsminister                                              | vakant Auguste-Réal Angers  | 5. Dezember 1892 – 6. Dezember 1892 7. Dezember 1892 – 12. Dezember 1894  |
| Handels- und Gewerbeminister                                         | Mackenzie Bowell            | 5. Dezember 1892 – 12. Dezember 1894                                      |
| Postminister                                                         | Adolphe-Philippe Caron      | 5. Dezember 1892 – 12. Dezember 1894                                      |
| Minister für staatliche Bauvorhaben                                  | Joseph-Aldric Ouimet        | 5. Dezember 1892 – 12. Dezember 1894                                      |
| Staatssekretär für Kanada und Regierungskanzlist                     | John Costigan               | 5. Dezember 1892 – 12. Dezember 1894                                      |
| Präsident des Kronrates                                              | vakant William Bullock Ives | 5. Dezember 1892 – 6. Dezember 1892 7. Dezember 1892 – 12. Dezember 1894  |
| Minister ohne Geschäftsbereich                                       | John Carling Frank Smith    | 5. Dezember 1892 – 12. Dezember 1894 5. Dezember 1892 – 12. Dezember 1894 |

## Nicht dem Kabinett angehörende Minister
| Amt                        | Name                     | Zeitraum                             |
| -------------------------- | ------------------------ | ------------------------------------ |
| Minister für Inlandsteuern | John Fisher Wood         | 5. Dezember 1892 – 12. Dezember 1894 |
| Zollminister               | Nathaniel Clarke Wallace | 5. Dezember 1892 – 12. Dezember 1894 |
| Solicitor General          | John Joseph Curran       | 5. Dezember 1892 – 12. Dezember 1894 |